# Betje Koolhaas
Betje Koolhaas (Amsterdam, 21 april 1972) is een Nederlands actrice. Ze brak door met haar rol in de soapserie Goudkust.

## Carrière
Betje Koolhaas is de dochter van architect en stedenbouwkundige Teun Koolhaas (1940-2007), hoofdstedenbouwkundige van Almere.
Koolhaas speelde na de middelbare school een jaar bij theatergezelschap Stella Den Haag. Hierna volgde ze eerst een dramaopleiding in Eindhoven, die ze in 1996 afrondde. Daarna volgde ze zang- en danslessen en deed ze de cursus presenteren bij AC'03. Koolhaas speelde bij verschillende theatergezelschappen, waaronder Bonheur, RO Theater, Het Zuidelijk Toneel en Dogtroep. Daarnaast is ze werkzaam als trainingsactrice voor diverse instanties.
Op televisie was ze als actrice in diverse series te zien, zoals Baantjer, Goede tijden, slechte tijden, Schiet mij maar lek, Ernstige Delicten, SamSam, Dok 12 en Goudkust.
Naast haar reguliere werk is Koolhaas bestuurslid van Polderblik, een stichting die in 2017 opgericht werd voor het behoud van haar vaders gedachtegoed.

## Oeuvre

### Theater
Een selectie van Koolhaas' theaterspel:
- Het heengaan (1989), met Stichting Cervelaat, onder regie van Jan Ritsema
- Carmen (1990), met Stella Den Haag, onder regie van Hans van den Boom
- Heksen (1995), met Ro Theater, onder regie van Niek Kortekaas
- Weiger nooit een dans (1995), met Ro Theater, onder regie van Peter de Baan
- Stemstuk (1997), met Dogtroep, onder regie van Threes Schreurs

### Film
- Leedvermaak - Sabine (1989)
- Fietsen (1992)
- Schrik - Barbara (2007)

### Televisie
- Niemand de deur uit! - Annechien Jakobs (1992)
- Goudkust - rol van Yvette van Cloppenburg (#2) (1997-2000)
- Baantjer - Mariëtte van Tilborg (De Cock en de vleesgeworden moord, 1999)
- Dok12 - Ieke (Dokdykes, 2001)
- SamSam - fotomodel Xandra in 'De Hakkelaar' (2002)
- Ernstige Delicten - Marleen Jaspers (Het derde slachtoffer, 2002)
- Stem van Nederland - presentatrice (2003)
- Goede tijden, slechte tijden - Suzanne Jacobs (#2) (2004-2005)
- Grijpstra & De Gier - Tiba Wittenberg (One for the Road , 2007)
- Hart tegen Hard - Simone Kamphuis (2011)
- Malaika - Hanneke (2013)